# واودرویل (ویسکانسین)
واودرویل، ویسکانسین (به انگلیسی: Vaudreuil, Wisconsin) یک منطقهٔ مسکونی در ایالات متحده آمریکا است که در شهرستان جکسون، ویسکانسین واقع شده‌است.

## خصوصیات
واودرویل ۲۶۰٫۰ متر بالاتر از سطح دریا واقع شده‌است.